# Elaeagnus arakiana
Elaeagnus arakiana är en havtornsväxtart som beskrevs av Gen-Iti Koidzumi. Elaeagnus arakiana ingår i släktet silverbuskar, och familjen havtornsväxter. Inga underarter finns listade i Catalogue of Life.